# Domingo de Petrés
Fra' Domingo de Petrés, per esteso Joseph Pascual Domingo Buix Lacasa (Provincia di Valencia, 10 giugno 1759 – 1811), è stato un architetto spagnolo.

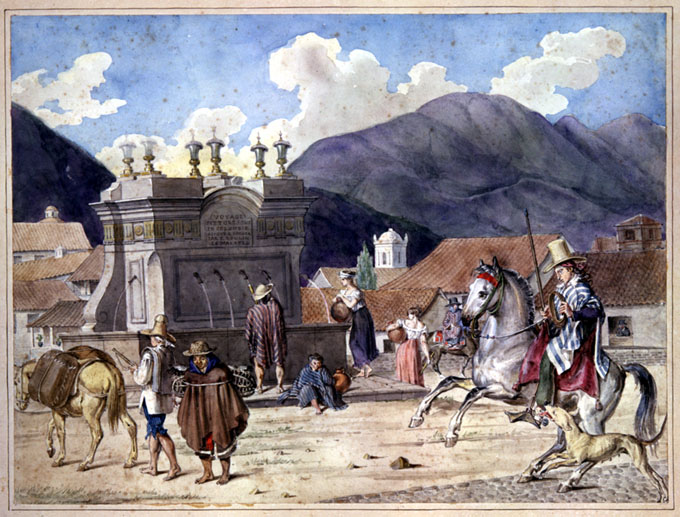
Fontana della piazza di San Victorino, terminale dell'acquedotto progettato da Petrés a fine del secolo XVIII.

Fu un frate cappuccino spagnolo che nel 1792 emigrò nel Vicereame della Nuova Granada e fu il primo architetto di formazione di Bogotà, dove operò tra l'ultimo decennio del XVIII secolo e il primo del XIX. Progettò e diresse numerose opere sia civili sia ecclesiastiche nella Nuova Granada, in particolare chiese di stile barocco o neoclassico, come la cattedrale dell'Immacolata Concezione di Santa Fe de Antioquia nel 1799, la Cattedrale dell'Immacolata Concezione di Bogotà e la cattedrale della Santissima Trinità e Sant'Antonio di Padova a Zipaquirá.

## Biografia
Era figlio del muratore Vicente Buix e di Caterina Lacasa, entrambe dei dintorni di Petrés.

### Infanzia e gioventù
Da bambino accompagnava e aiutava il padre nel suo lavoro di muratore, seguendo l'antica tradizione secondo la quale i mestieri si tramandavano di padre in figlio in modo quasi automatico. All'età di 18 anni entrò nel Convento della Maddalena a Massamagrell, dal quale uscì tre anni dopo come fratello laico dopo aver fatto il suo noviziato.
Tra marzo 1780 e settembre 1781 fu destinato ai conventi di Alcira, Segorbe, Albaida, Caudete e Monóvar, svolgendo la sua attività di muratore in compiti giornalieri sempre più complessi e di maggior responsabilità. Per l'Ordine dei frati cappuccini il suo lavoro era molto importante, a causa dell'usura accumulata nel corso dei secoli, i terremoti e altri problemi, che avevano provocato la necessità crescente di intraprendere opere di restauro e costruire nuove chiese, tanto in quegli edifici che erano propri del suo Ordine, come in quelli di altre congregazioni.
A Monóvar fece amicizia con il frate Juan de Cartagena, che gli procurò il Libro di Architettura dell'agostiniano recolletto madrleno,  fra' Lorenzo de San Nicolas, opera che costituì un eccellente punto di appoggio nella sua formazione che trascendeva il lavoro di muratore per entrare in pieno nel campo dell'architettura.

### Murcia
Da Monóvar passó alla città di Murcia, fatto che costituì il culmine della sua formazione nel campo dell'architettura, visto che alternava il suo lavoro pratico di sempre con una formazione professionale di livello molto elevato nella Scuola di disegno di questa città, il cui primo direttore dalla sua fondazione del 1765 era lo scultore Francisco Salzillo. Questa scuola di disegno si trasformò poi nella Scuola di Belle Arti di Murcia. Il fatto che una sorella di Salzillo fosse monaca cappuccina di clausura e che Domingo de Petrés avesse realizzato alcuni lavori di restauro nel suo convento facilitarono l'ingresso del cappuccino valenziano, con l'autorizzazione delle autorità religiose, come alunno regolare nella scuola diretta da Salzillo. Dopo un anno Domingo de Petrés uscì dalla scuola con il titolo di architetto. La sua formazione accademica gli permise di studiare i vari stili architettonici, dal romanico al gotico e al rinascimentale, fino al barocco e al moderno. Di tutti gli stili esistevano (ed esistono) esempi molto buoni in tutto il regno di Valencia, che frate Domingo conosceva abbastanza bene.
Tra tutti gli stili architettonici, Domingo de Petrés propendeva sempre per quello neoclassico, considerandolo più semplice e austero e più consono alle rigide regole dell'Ordine cui apparteneva. Ciò non fu di ostacolo perché nei lavori di restauro delle molte chiese in cui intervenne (soprattutto nella Nuova Granada), rispettò sempre lo stile originario, nell'ambito delle sue possibilità, con lo scopo di sfruttare ciò che poteva essere conservato.

### Il viaggio in America

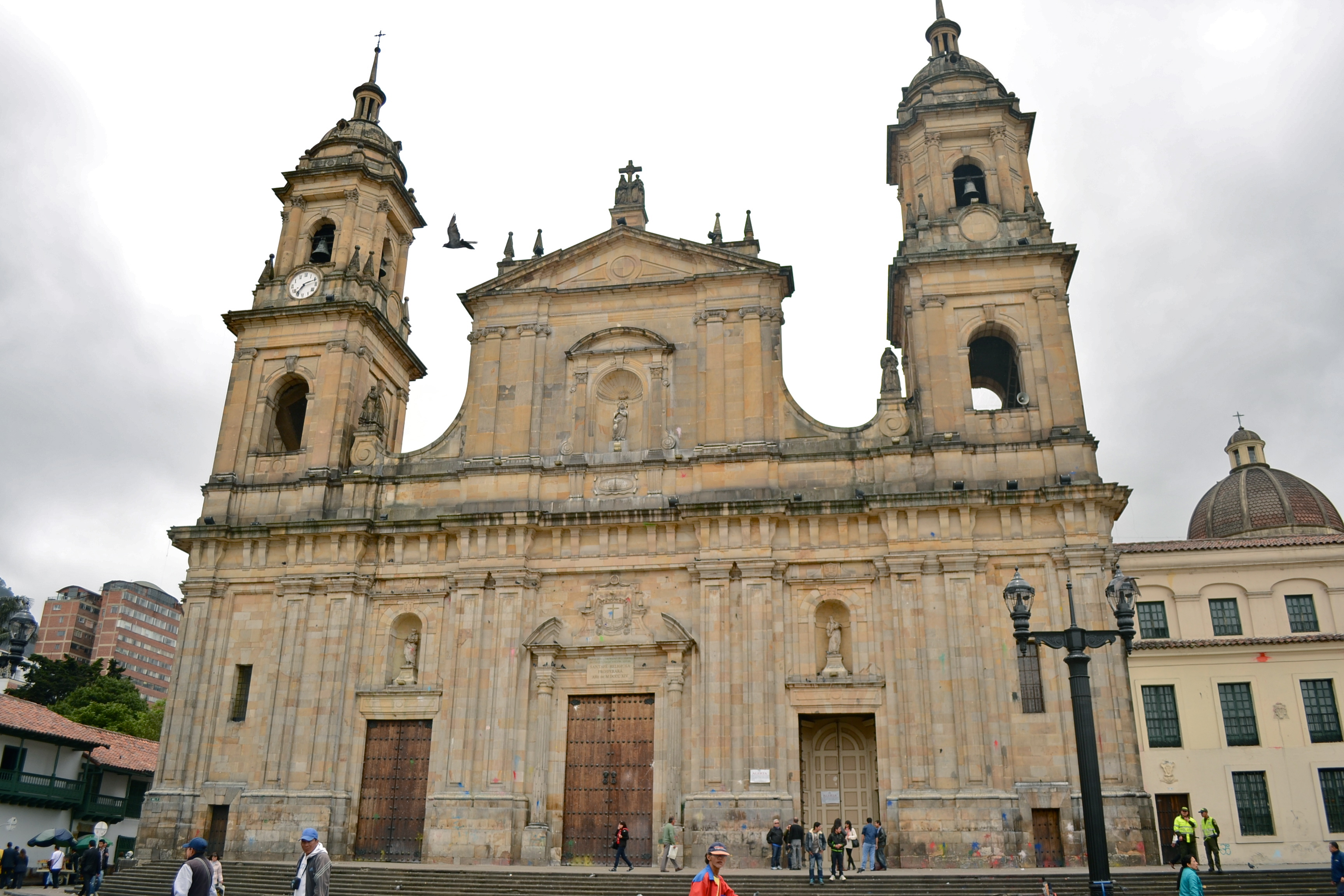
Cattedrale Primaziale della Colombia a Bogotà, opera di De Petrés.

In America le modifiche e le tendenze alla modernizzazione introdotte dal governo di Carlo III di Spagna, necessitarono di nuove tecniche architettoniche e professionali in tutti gli ambiti della cultura. Per quanto riguarda l'attività architettonica il degrado prodotto nei monumenti e nelle opere ecclesiastiche americane richiedevano nuovi sforzi e progetti. In primo luogo, l'espulsione dei gesuiti nel 1767 ebbe una conseguenza importante per i cappuccini valenziani, incaricati delle missioni nel nord e nel centro del Paese, che furono anche incaricati dal governo del vicereame di rimpiazzare i gesuiti nei loro compiti missionari. Da un altro lato, i terremoti del 1775 diedero origine a un deterioramento notevole dei numerosi edifici ecclesiastici del vicereame. Alcune opere necessitavano di lavori di restauro importanti e in alcune di esse la totale rimozione e una ricostruzione a nuovo.
È per questo che da tempo le autorità civili ed ecclesiastiche del vicereame stavano sollecitando persone che si incaricassero dei compiti più urgenti. Tra i cappuccini il padre provinciale dell'Ordine nella Nuova Granada, Antonio de Muro, aveva sollecitato l'invio dalla Spagna (e in particolare da Valencia) di una ventina di padri e fratelli laici che si incaricassero di portare a termine questi compiti. Infine ne vennero quattordici, tra i quali fra' Domingo de Petrés, che in seguito raggiungerà una distinta fama come architetto in gran parte dell'attuale Colombia.
Il viaggio, iniziato nel porto di Alicante il 7 gennaio 1792, ebbe un inizio piuttosto accidentato, tanto che vi furono due occasioni per annullarlo: la prima, avanti di attraversare lo stretto di Gibilterra, la nave dovette riparare nel porto di Malaga a causa di una tempesta; la seconda quando, dopo il passaggio dallo stretto, avvicinatasi a Cadice, la nave dovette ivi riparare per far fronte a un'altra tempesta. Alla fine Domingo si imbarcò a Cadice il 13 marzo 1792 e raggiunse Cartagena de Indias il 25 aprile, insieme ai padri cappuccini Andrés de Aras, Mariano di Confrides, Félix de Guadasuar, Salvador de Alcoy, Antonio de Callosa, Lorenzo de Cocentaina, Antonio de Benafer, Pedro de Mallorca, Josep de Canet e Ambrosio de Callosa e i fratelli laici Antonio de Sax, Antonio de Villalpando e Domingo de Massamagrell.

## Le sue opere nella Nuova Granada
De Petrés giunse in breve tempo nella capitale del vicereame (Santafé de Bogotà) e quasi immediatamente si mise al lavoro di restaurazione e ricostruzione di opere architettoniche, sia civili sia ecclesiastiche.

### La Capuchina

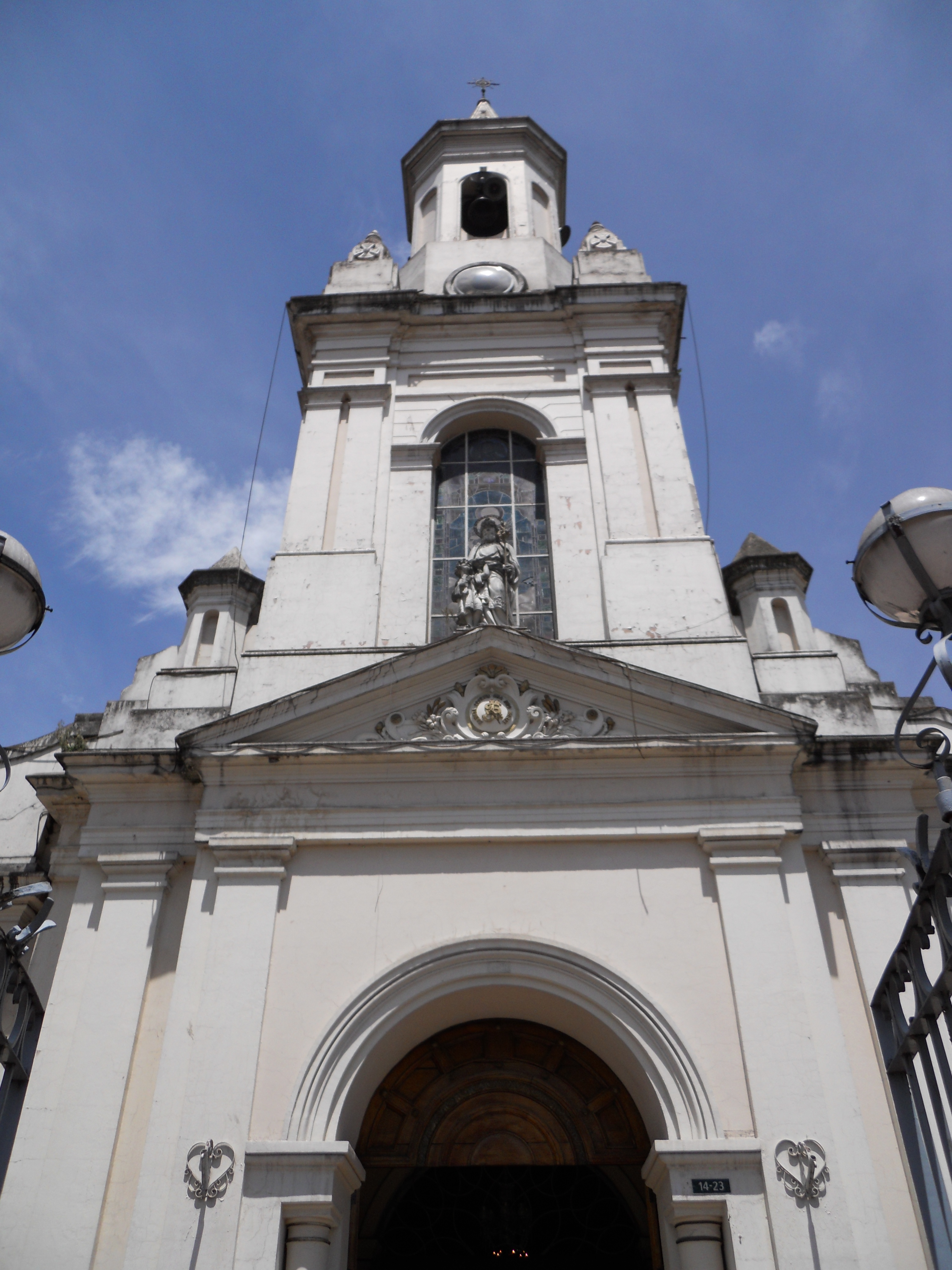
Chiesa di La Capuchina a Bogotà.

La chiesa e convento di San Giuseppe, residenza dei frati cappuccini a Bogotà, era conosciuta familiarmente come "La Capuchina". Si trovava nel quartiere di San Victorino, allora un po' fuori mano rispetto al centro della città. De Petrés si dedicò subito alla sua ricostruzione e ristrutturazione.
I primi ostacoli che incontrò derivavano dalla povertà dell'Ordine e della popolazione in generale, che si traduceva, quasi sempre, in scarsità di mezzi che limitavano il suo lavoro. La chiesa fu ricostruita in stile herreriano più puro, con un campanile a vela sulla facciata sud, che fu poi distrutto all'inizio del XX secolo a seguito di una ristrutturazione e ampliamento eseguito da Arturo Jaramillo.
La Capuchina fu la prima opera di De Petrés e una delle quali non esiste più nella sua forma originale.

### Acquedotto e fontana nella piazza San Victorino
Il quartiere di San Victorino mancava di acqua e siccome la presa d'acqua più vicina distava circa un chilometro, fu fatta costruire un canale o acquedotto per alimentare una fontana in corso di costruzione.
De Petrés realizzò gli studi dell'opera e le diede inizio proprio nel 1792, appena giunto a Bogotà. La sottoscrizione popolare lanciata per finanziare l'opera risultò modesta, cosicché i lavori procedevano molto lentamente. L'incaricato della raccolta dei fondi, visto che il contributo popolare non bastava nemmeno a finanziare le prime opere, si rivolse al canonico Andrade, che immediatamente firmò di suo pugno una richiesta: "Sia fatto tutto il necessario per costruire la fontana dal fiume Arzobispo".
Fu costruito l'acquedotto, la fontana in stile neoclassico e una derivazione fino al convento dei cappuccini, con l'approvazione delle autorità, e le opere furono portate a termine nel 1798.

### Chiesa e convento di Santo Domingo
L'Ordine dei frati predicatori fu il primo a giungere nel luogo che sarebbe poi diventato la capitale del Vicereame di Nuova Granada, poiché a metà del XVI secolo già aveva un convento con un'ampia chiesa. Presto però vi fu un incendio che ridusse convento e chiesa in pessimo stato. Tuttavia questi furono restaurati fino a che il terremoto del 12 luglio 1785 li distrusse totalmente.
I domenicani raccoglievano contributi per la loro ristrutturazione e le autorità chiesero al signor Manuel Lozano, che valutò i danni in 150.000 pesos (quantità considerevole) ma non aveva alcuno da proporre per il lavoro. Se ne occupò De Petrés, che incominciò a dirigere i lavori. Si presentarono però inconvenienti nel finanziamento e alcuni malintesi tra i due ordini religiosi, povocando ritardi nella realizzazione delle opere.
Anche se De Petrés prestò inizialmente la sua collaborazione all'opera con il beneplacito dei suoi superiori dell'Ordine a Bogotà, non si poté dare inizio fino a che nel 1797 il superiore dell'Ordine nella provincia francescana di Valencia, dalla quale dipendevano i cappuccini della Nuova Granada, non ratificò l'autorizzazione.
Già nel 1799 era quasi terminata tutta l'opera, salvo il tetto e altro e alla morte di De Petrés, nel 1811, mancavano al termine dell'opera solo alcuni dettagli nella torre e la decorazione della facciata di quella che sarà la chiesa di Santo Domingo di Bogotà.

### Basilica di Nostra Signora della Chiquinquirá
Quest'opera, realizzata fuori della capitale del vicereame (Chiquinquirá dista 134 km da Bogotà), fece continuare, e anche accentuare, quella specie di controversia tra le due congregazioni religiose (cappuccini e domenicani) dovuta allo zelo per le opere affidate a De Petrés.
All'apparenza, fu l'intransigenza del padre provinciale dei cappuccini di Valencia in Bogotà, fra' Andrés de Aras, che non gradiva che un architetto cappuccino si incaricasse della costruzione di un'opera per altre congregazioni, soprattutto compromettendosi come aveva fatto con i domenicani per andare a supervisionare la Basílica di Chiquinquirá:
(Vicente Reynal. Fray Domingo de Petrés, arquitecto capuchino valenciano en Nueva Granada (Colombia), Burjasot, Valencia, 1992)

### Altre opere

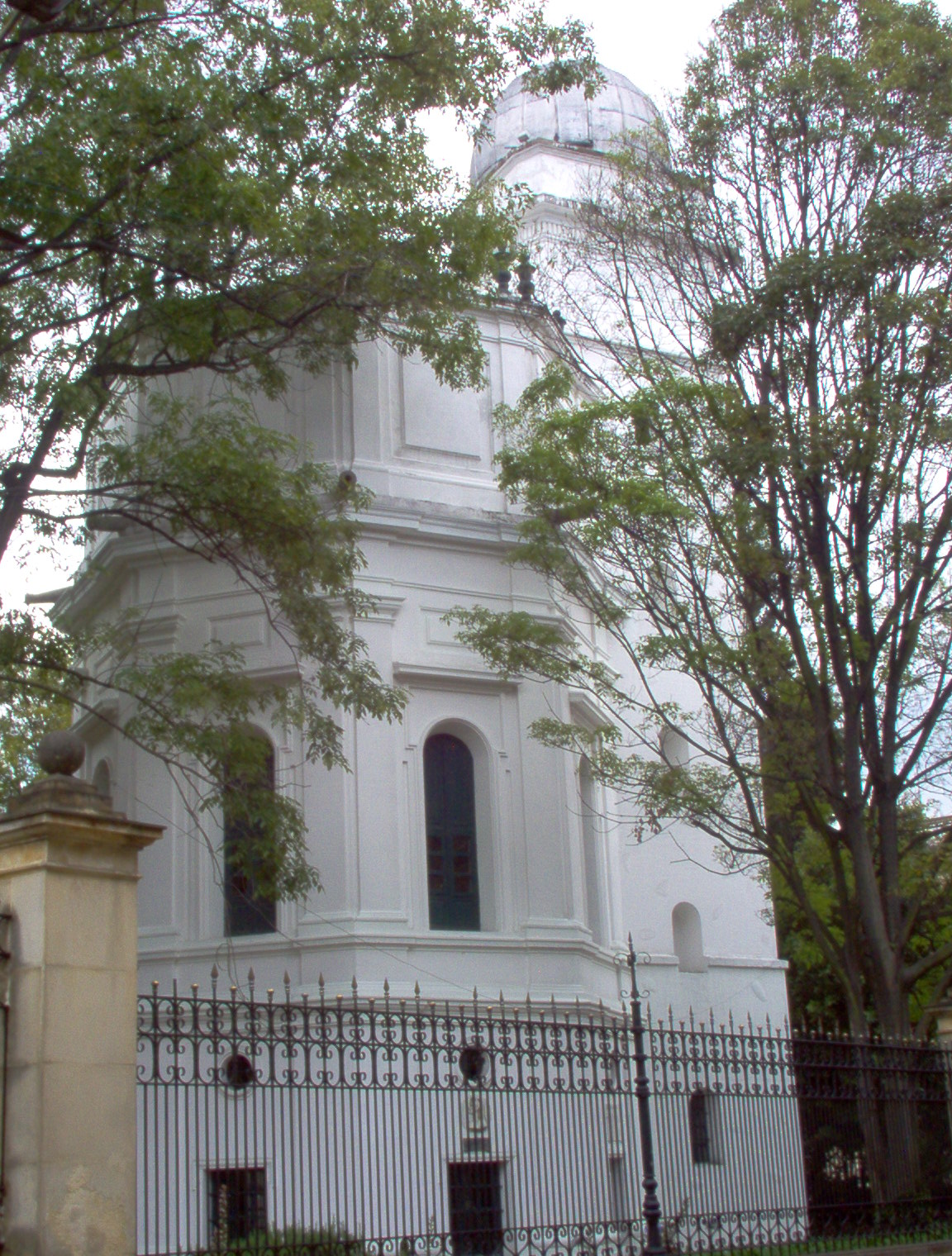
Antica sede dell'Osservatorio Astronomico, contigua al Palazzo de Nariño a Bogotà.

Altre opere di rilievo o interventi significativi di De Petrés furono nell'Osservatorio Astronomico, la Cattedrale della Santissima Trinità e Sant'Antonio di Padova di Zipaquirá, l'Ospedale di San Juan de Dios a Bogotà e l'omonima chiesa, la chiesa di Guaduas, il ponte del Topo, il ponte della Serrezuela, la chiesa di San Diego di Bogotà (Francescani Osservanti), la Chiesa di San Francesco a Bogotà, la chiesa di Santa Inés a Bogotà, la Casa de Moneda de Colombia (la Zecca) e il Collegio di Sant'Agostino.